# Insurgencia chiita en Yemen
La insurgencia chiita en Yemen o conflicto de Sa'dah fue una insurgencia comenzada en junio de 2004 cuando el clérigo opositor Hussein Badreddin al-Houthi, líder de los hutíes, un movimiento chiita de los zaydíes, inició una rebelión contra el Gobierno yemení. La mayor parte de la lucha se ha centrado en la gobernación de Sa'dah, pero se ha expandido a otras vecinas e incluso a zonas fronterizas con Arabia Saudita.
El Gobierno yemení afirma que los hutíes estaban tratando de derrocarlo y poner en práctica la ley religiosa chiita. Los rebeldes dicen que están "defendiendo a su comunidad contra la discriminación" y la agresión del Gobierno. El Gobierno de Yemen ha acusado a Irán de dirigir y financiar esta insurgencia.
En agosto de 2009, el Gobierno yemení lanzó una ofensiva contra los rebeldes; fueron desplazados cientos de miles de civiles por la lucha. El conflicto se volvió internacional el 4 de noviembre de ese año, cuando se iniciaron los enfrentamientos entre rebeldes y tropas de seguridad saudíes en las áreas fronterizas, lo cual llevó a que los saudíes lanzaran una ofensiva contra los rebeldes. Los chiitas han acusado al Gobierno de Arabia Saudita de dar soporte al de Yemen, algo que es negado. También declaran que Estados Unidos ha intervenido abiertamente desde el 14 de diciembre de 2009, cuando lanzó veintiocho ataques aéreos contra las posiciones insurgentes en Sa'dah.
El general Ali Mohsen al-Ahmar comandó las operaciones del Gobierno hasta que desertó durante las protestas en Yemen de 2011.